# Waldorf-Astoria Hotel
Waldorf-Astoria Hotel este un hotel de lux ce se află în New York City.

## Legături externe
- Site oficial